# Копелян, Исаак Залманович
Исаа́к За́лманович Копеля́н (9 сентября 1909, Акимовка, Мелитопольский уезд, Таврическая губерния, Российская империя — 4 января 2001, Санкт-Петербург, Россия) — советский художник, книжный иллюстратор, организатор издательского дела. Брат народного артиста СССР Ефима Захаровича Копеляна.

## Биография
Исаак Копелян родился в Акимовке Мелитопольского уезда и был четвёртым сыном в семье лесозаготовителя и бракёра по сортировке пород деревьев Залмана Давидовича Копеляна (1874—1956) и Маси Мордуховны Копелян (урождённой Френкель; 1878—1954). Запись о рождении сделана в метрической книге Мелитопольской синагоги. Вскоре семья переехала в Речицу Минской губернии. Его деду по материнской линии, лесопромышленнику и одному из самых состоятельных людей города Мордуху Френкелю, принадлежал лесопильный завод, поставлявший древесину для мостов военного ведомства. У него были братья Михаил (1900—1984), Абрам (1902—1945, погиб на фронте под Ленинградом), Евгений (1908—1945, погиб на фронте в Польше), Ефим (1912—1975) и Григорий (1914—1936). Отец и два брата увлекались рисованием. Учился в Ленинградской Академии художеств.
Начиная с 1930 года работал в Западном Полиграфтресте, заведовал отделом художественного оформления Лениздата, был членом правления ЛОСХа и заместителем председателя его правления. На протяжении всей жизни занимался книжной графикой и иллюстрацией, в том числе художественных произведений современных русских писателей, собрания сочинений Лиона Фейхтвангера, политического плаката. Принимал участие в советско-финской войне 1939—1940 года. В годы Великой Отечественной войны — на фронте.
Исаак Копелян сыграл ведущую роль в создании издательства «Художник РСФСР» (на базе издательства «Ленинградский художник»), а также Комбината графических искусств и в возрождении ленинградского художественно-поэтического товарищества «Боевой карандаш», был их редактором.
Принял участие в 43-м фильме серии «Чтобы помнили» (1998), посвящённом творчеству Ефима Копеляна.
Сыновья — художники Григорий Исаакович Капелян и Эдуард Исаакович Копелян.

## Некоторые работы
Книжная графика
- Михайлова К. В. Сильвестр Феодосиевич Щедрин / Оформление И. З. Копеляна. — Л.: Художник РСФСР, 1972. — 72 с. — (Народная библиотечка по искусству). — 20 000 экз. (обл.)